# Bubble Puppy
Bubble Puppy war eine US-amerikanische Psychedelic Rock Band der frühen 1970er Jahre.

## Bandgeschichte
Die Psychedelic-Rock-Band Bubble Puppy wurde 1966 in Austin gegründet. Sie erhielt 1969 einen Plattenvertrag und nahm ihr erstes Album Gathering promises auf. Die darin enthaltene Single Hot Smoke and Sass-Safrass erreichte Rang 14 der US-Charts. Im Jahr 1972 tauschte die Band den Schlagzeuger aus und benannte sich in Demian um. Das gleichnamige Album hatte keinen Erfolg und die Gruppe löste sich 1972 auf.

## Diskografie

### Singles
Bubble Puppy
- Hot Smoke & Sassafras (US Platz 14) / Lonely (November/Dezember 1968)
- Beginning / If I Had a Reason (1969)
- Days of Our Time / Thinkin' About Thinkin'  (1969)
- Hurry Sundown / What Do You See (1969/1970)

Demian
- Face the Crowd / Love People (1971)

### Studio
- A Gathering of Promises (1969) International Artists LP No. 10
- Demian (1971) ABC-Dunhill Records

### Live
- Wheels Go Round (1987) aufgenommen 1984; One Big Guitar Records

### Kompilationen
- Hot Smoke (2000) auf CD bei Actual Artists